# 소외

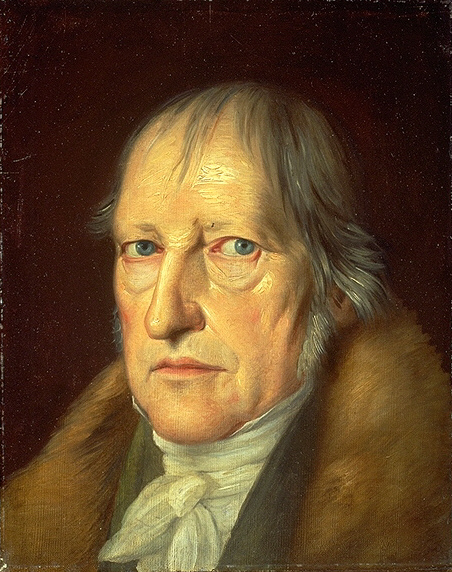

소외(疏外)는 철학 또는 경제학 용어이다. 인간이 만든 것 (상품 · 화폐 · 제도 등)이 인간 스스로부터 멀어져 반대로 인간을 지배하는 생소한 힘으로 나타나는 것을 말한다. 또한 이를 통해 인간이 지닌 자기의 본질을 잃는 상태를 말한다.

## 개요
사회관계의 비인격화(impersonalization)는 사람들을 사회관계 속에서 고립시키고 소외한다. 거대도시에 지배적인 사회관계는 예컨대 대면적(對面的)인 사람과 사람과의 관계라는 형태를 취하는 경우일지라도 마음이 통하지 않는 물건과 물건과의 관계로 기울어져 간다. 여기에서는 금전관계가 모든 인간관계보다 우선한다. 사람들을 결합하는 공통적인 관심은 교환이라는 것에 수축(收縮)되고 말며, 적극적인 의미를 갖지 않게 되기가 쉽다. 또 생활요구나 생활관심은 복잡해지고 확산하기 때문에 공통된 방향을 가질 수 없게 된다. 생산하는 장소에 못박히고 강제적으로 획일화당하고 있던 사람들은 생산 이외의 곳에서는 얽매였던 사슬에서 풀려나서 하나하나의 흩어진 개인으로 분산한다. 그리하여 사람들은 생산 이외의 곳에서도 사회관계에서 소외되어 인격적이고 정서적인 욕구를 채우지 못하는 데서 욕구불만을 해소시키지 못한 채로 비합리적인 경향을 띠게 된다. 그것은 고립감과 고독감을 합친 것이라고 말할 수 있다. 그 좋은 예가 직장과 가정의 중간에 성립하는 거리의 군중이다. 군중 속에서 사람들은 서로 아무런 관계없이 제멋대로의 방향으로 이합집산(離合集散)한다. "군중 속에서 있을 때만큼 서글픈 때는 없다"는 것은 누구나 느낄 수 있는 일일 것이다. 이것은 서로 결합시킬 수 있는 연결고리가 없기 때문이다.현대의 거대도시와 거기에서 살고 있는 사람들의 관계는 마치 경기(景氣)의 바람에 날려서 쌓이는 모래언덕과 그것을 구성하고 있는 하나하나의 모래알과 비슷하다. 현대의 거대도시는 예로부터 내려오는 전통적인 문화나 규범으로부터 해방되어 있다는 의미에서는 자유스럽지만, 서로서로의 사이를 결합하는 강력한 심리적 유대를 갖고 있지 않다는 의미에서는 고립적이며, 전인격적(全人格的)인 접촉이 어렵고, 외면적인 기준에 의해서 행동하고 평가된다는 점에서 익명적이고 비인격적인 다수의 사람들로 이루어지는 집합체이며, 이런 의미에서 대중사회에 지나지 않는 것이라고 말할 수 있다.

## 같이 보기
- 사회적 고립